# رامون أرياغا
رامون أرياغا (بالإسبانية: Ramón Arriaga)‏ هو لاعب كرة قدم مكسيكي، ولد في 15 يونيو 1990. لعب مع Atlético Reynosa ‏.

## وصلات خارجية
- رامون أرياغا على موقع قاعدة بيانات كرة القدم.إي يو (الإنجليزية)